# Самое Большое Простое Число (группа)
«Самое Большое Простое Число» (СБПЧ) — российская инди-группа, созданная в 2006 году Кириллом Ивановым и дуэтом «Ёлочные игрушки».

## История

### 2006—2007: Формирование и первый альбом
В 2006 году журналист Кирилл Иванов знакомится с дуэтом «Ёлочные игрушки» и показывает свой музыкальный материал (определяемый тогда как пост-хип-хоп, анти-хип-хоп, деконструктивистский хип-хоп), над которым он работал в свободное время. Кирилл в составе «2H Company» (сайд-проекта «Ёлочных игрушек») даёт со своим материалом свои первые выступления. Первое выступление в Москве прошло на фестивале «AVANT 2006». В августе Кирилл выступил на фестивале «Нашествие», после чего было принято решение о записи дебютного альбома нового проекта.

Первоначально, группа называлась «232 582 657 — 1», и данная система знаков являлась наибольшим известным простым числом на тот момент. Однако потом пришлось прийти к нынешнему названию, так как со временем начали открываться новые наибольшие простые числа. 
[Это число] что-то очень большое, что-то, что трудно понять, и одновременно предельно простое и ясное – это ведь математика. По большому счету, все самые важные переживания и ощущения именно такие: мощные, сложные, и при этом простые, моментально узнаваемые, ни с чем не перепутаешь.Кирилл Иванов
К 2007 году первый альбом был готов и распространялся через друзей. Запись попадает к известному музыканту и продюсеру Олегу Нестерову, который официально выпускает её на своём лейбле «Снегири».
Ещё несколько лет после формирования проекта «Самое Большое Простое Число» Кирилл Иванов продолжает работать журналистом и делает сюжеты для программ «Главный герой» (НТВ) и «Большой город» (СТС). Примечательно, что для одного из сюжетов последней программы, где речь шла о Грушинском фестивале, Иванов написал песню, которую на фестивале исполнила телеведущая Татьяна Арно при поддержке Александра Зайцева.

### 2008—2011
Газета «Труд», назвавшая Барамию и Зайцева идейными преемниками Сергея Курёхина из группы «Поп-механика», писала про Кирилла Иванова: «Тому, с чем он выходит на сцену, трудно подобрать определение — наверное, это нечто среднее между читкой и мелодекламацией в сочетании с музыкальной подложкой. Его лирический герой — своеобразный антимачо: испуганный, медленно взрослеющий и постепенно утрачивающий своё детство мальчик».

Осознанно или нет, на втором году жизни своего проекта Кирилл вдруг предпринял шаг, достойный самого Курёхина: попросил зрителей принести с собой детские дудочки и металлофоны и поимпровизировать вместе с артистами на концерте. И этим смелым шагом — впервые в практике отечественной поп-музыки — полностью уничтожил границу между сценой и залом.— Труд
В 2008 году участниками коллектива, совместно с друзьями-музыкантами, был осуществлён проект «СБПЧ-Оркестр». Состоялась запись одноимённого альбома, в котором приняли участие 17 различных музыкантов: от Стаса Барецкого до Ларика Сурапова, ОбщежитиЕ, Klever. Альбом «СБПЧ Оркестр» вышел в ноябре 2008 года.
Весна 2009 года была ознаменована возвращением к составу трио. СБПЧ отошли от первоначального жанра IDM: Илье Барамия пришлось взять в руки бас-гитару, а Александру Зайцеву стать гитаристом и вторым вокалистом, на равных условиях с Ивановым. Часть нового материала была представлена на концертах и в виде нескольких синглов, но третий альбом был выпущен лишь 12 ноября 2011 года. С того момента группа старается выпускать по полноценному релизу в год, а сам Кирилл Иванов перестаёт заниматься журналистикой и большую часть времени тратит на творческий процесс.

### 2012—2014
В 2012 году выходит альбом «Лесной оракул», который был навеян летними настроениями, особенно во время пребывания в детском лагере «Камчатка», в котором Кирилл Иванов время от времени работал вожатым. Там же был снят клип на песню «Идеальное место», заглавную композицию с альбома. В записи альбома также приняла участие барабанщица Александра Захаренко.

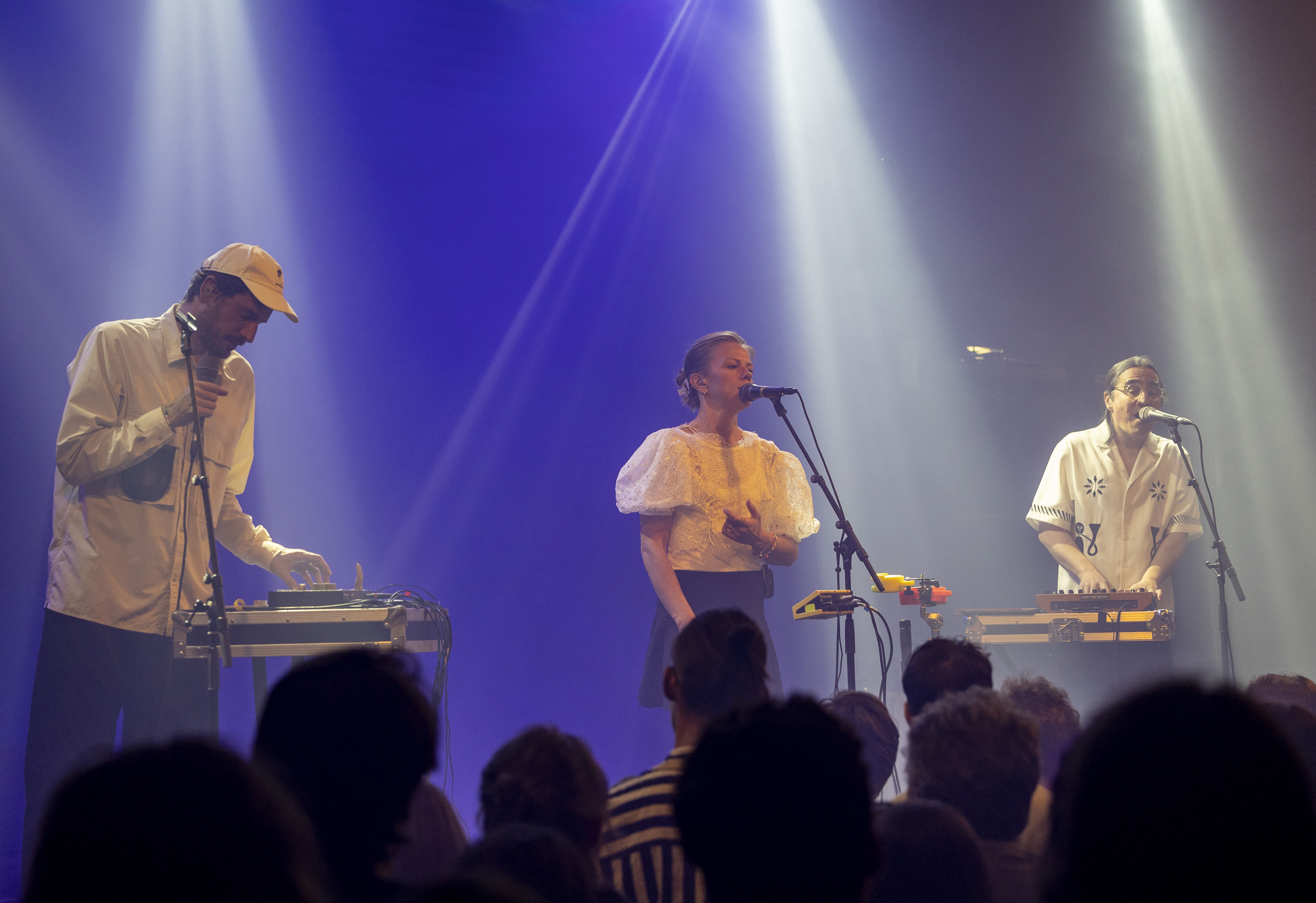
СБПЧ на выступлении в Израиле. 2024

Сплит-альбом «СБПЧ и Кассиопея поют песни друг друга», выпущенный в 2013 году ограниченным тиражом на красном виниле, является последней записью, в которой принимает участие Александр Зайцев. После этого группа некоторое время состояла из Кирилла Иванова и Ильи Барамия, которые изредка привлекали к творческому процессу сторонних певцов и музыкантов.
3 марта 2014 года был выпущен альбом «Я думаю, для этого не придумали слово», к записи которого были привлечены музыкант Игорь Вдовин и певица Надя Грицкевич.

### 2015 — настоящее время
19 мая 2015 вышел альбом «Здесь и всегда», во время записи которого к СБПЧ на постоянной основе присоединились участники группы «Танцы минус», гитарист Антон Хабибуллин и барабанщик Олег Занин.

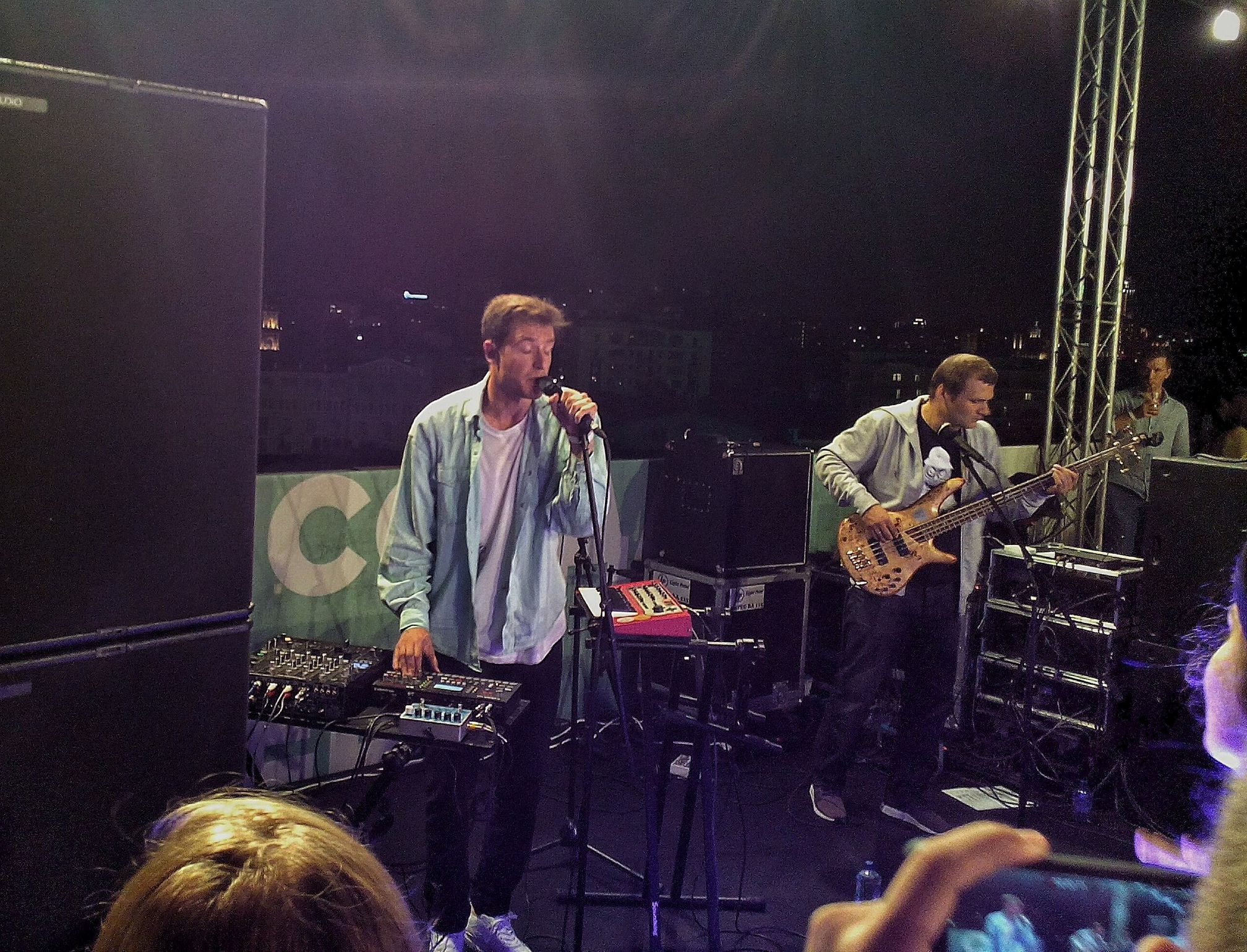
СБПЧ в 2016 году. Слева направо: Кирилл Иванов, Илья Барамия

В сентябре 2016 года вышел альбом «Мы — огромное животное, и мы вас всех съедим!», который журнал «Афиша» оценил на 7,5/10. Презентация альбома состоялась в ноябре в московском зале «Известия Hall» в виде масштабного концерта-перфоманса.
В 2017 году в сети Интернет выходит макси-сингл «Выброшу голову — пусть думает сердце!», а на российские киноэкраны — фильм «Про любовь. Только для взрослых», где в одном из эпизодов группа снялась и исполнила песню «Там» с рефреном «Ещё вчера всё было нормально, сегодня ты взял и влюбился».
Весной 2018 года вышел альбом «Мы не спали, мы снились», в котором в качестве полноценного участника группы предстала певица и актриса Женя Борзых. Кроме того, к записи альбома были привлечены Надя Грицкевич, Thomas Mraz и Детский хор телевидения и радио Санкт-Петербурга. Саунд-продюсером альбома выступил бывший клавишник группы Pompeya Александр Липский.
После записи данного альбома Илья Барамия покидает коллектив и сосредотачивается на деятельности хип-хоп-дуэта «Аигел». Его место занимает Станислав Астахов. 
В феврале 2022 года группа решительно осудила вторжение России в Украину. 
Группа «Самое Большое Простое Число» продолжает работать над новыми композициями и выступать. К началу 2022 года накопилось достаточно нового материала, и 4 ноября был выпущен альбом «Ничего больше нет». Музыкант Кирилл Иванов назвал этот альбом сбывшимся предчувствием, и выразил надежду, что он поддержит тех, кому сейчас больно. 

## Награды и достижения
- Сентябрь 2008 — Премия «GQ. Человек года» — Победитель в номинации «Музыкант года»
- Декабрь 2008 — Журнал «Афиша»: Итоги года — Лучший русскоязычный альбом года («СБПЧ оркестр»)
- Журнал Time Out внес композицию группы «Живи хорошо!» в свой редакционный список «100 песен, изменивших нашу жизнь», составленный в декабре 2011 года[15]
- Июнь 2014 — «Афиша-Волна»: Лучший альбом первого полугодия — Третье место по опросу читателей (14 000 проголосовавших)
- Июнь 2014 — Премия «Степной волк» — Победитель в номинации «Альбом года» («Я думаю, для этого ещё не придумали слово»)
- Август 2014 — Премия «Сноб. Сделано в России» — Номинация «Музыка»
- Сентябрь 2014 — Премия «GQ. Человек года» — Номинация «Музыкант года»
- Ноябрь 2014 — Jagermeister Indie Awards 2014 — Победитель в номинациях «Группа года» и «Сингл года»[16]
- Декабрь 2014 — Радио Follow Me — Премия «Группа года»
- Октябрь 2015 — XVI церемония премии «Золотая Горгулья» — Номинация «Независимый музыкальный проект»
- Декабрь 2018 — песня «У нас есть всё» вошла в список «Лучшее 2018: выбор редакции» в Apple Music[17]
- Декабрь 2019 — альбом «Наверно, точно» вошёл в список 10 лучших альбомов года по версии «The Flow»[18]
- Декабрь 2019 — песня «Злой» вошла в список 10 лучших песен года по версии «The Flow»[19]
- Декабрь 2019 — песня «Злой» вошла в список «100 лучших песен 2019-го» в Apple Music[20]
- Декабрь 2019 — песня «Нельзя сказать короче» вошла в список «Песни, определившие 2010-е» в Apple Music[21]
- Декабрь 2019 — песни «Живи хорошо» и «Нельзя сказать короче» вошли в список «Русский инди 2010-х: главное» в Apple Music[22]
- Январь 2020 — альбом «Я думаю, для этого не придумали слово» вошёл в список 15 лучших музыкальных альбомов 2010-х по версии «Медузы»[23]
- Февраль 2020 — Главный инди-поп-коллектив в 2019 году по версии «Родного звука»[24]
- Декабрь 2020 — «Всё равно» вошёл в список 15 лучших альбомов года по версии «The Flow»[25]
- Февраль 2022 — дебютный альбом СБПЧ вошёл в список 100 лучших постсоветских альбомов по версии «Афиши Daily»[26].

## Дискография

### Студийные альбомы
- Самое большое простое число (2007)
- СБПЧ Оркестр (2008)
- Флэшка (2011)
- Лесной оракул (2012)
- СБПЧ и Кассиопея поют песни друг друга (2013)
- Я думаю, для этого не придумали слово (2014)
- Здесь и всегда (2015)
- Мы — огромное животное, и мы вас всех съедим! (2016)
- Мы не спали, мы снились (2018)
- Наверное, точно (2019)
- Всё равно (2020)
- Потерянное зеркальце (аудиосказка) (2021)
- Ничего больше нет (2022)
- Животные пьют из луж (2024)

### EP
- Выброшу голову — пусть думает сердце! (2017)
- Со слов дерева записано верно (2021)
- Милый друг, ничего не бойся (2024) — СБПЧ х Владимир Горлинский х N’Caged

### Синглы
- Живи хорошо! (2010)
- Уменьшить себя, взявшись за угол (2011)
- СБПЧ 002 (2011)
- СБПЧ 003 (2011)
- Revoltmeter vs. СБПЧ & EU — Братское Сердце / White Heat (2011)
- Выходной (2014)
- Суперкит (2015)
- Люба (2016)
- Д-д-динозавр (2018)
- Море (Privet Vesna Remix By The Lcd Drmrs) (2018)
- Ты — человек (cover) (2020)
- Нежно (2020)
- Надоел (2020)
- Позови меня (2020)
- Между строк (2022)
- Береги (2022)
- Значит (2023)
- Раз и навсегда (2023)
- Дикий (2024)
- Отец (feat. АИГЕЛ) (2024)
- Свет (2024)

### Саундтреки
- Песни и музыка из сказки «Потерянное зеркальце» (2021)

### Сборники ремиксов
- Because You Don’t Know Russian (2014)
- ТРЕПЕТ (2023)
- ДРОЖЬ (2023)
- ШЕПОТ (2023)
- ШОРОХ (2024)
- Не говори никому (2024)

### Клипы
- Рождество (2008)
- Это (2009)
- Живи хорошо! (2009)
- Мы никогда не станем старше (2009)
- Блокада (2010)
- Втроём (2013)
- Секрет (2013)
- Идеальное место (2013)
- Свадьба (2013)
- Выходной (2014)
- Нельзя сказать короче (2014)
- Взвешен (2014)
- Стамбул (2015)
- Сёстры (2015)
- Ответ (2015)
- Море (2015)
- Суперкит (2016)
- 3 миллиарда ватт (2016)
- Люба (2016)
- Метеоры, кометы, болиды (2016)
- Sobaka (2017)
- Тайна (2017)
- Динозавр (2017)
- У нас есть всё (2018) (третий клип группы, набравший 1000000 просмотров на YouTube)
- Африка (2018)
- 1999 / 17:05 / Друг (2018) (мини-фильм)
- Комната (2019)
- Такси (2019)
- Злой (2019) (первый клип группы, набравший 1000000 просмотров на YouTube)
- Молодость (2019)
- Часы (2019) (второй клип группы, набравший 1000000 просмотров на YouTube)
- Нежно (2020)
- Король (2020)
- Прах (2020)
- Потерянное зеркальце (трейлер) (2021)
- Всё равно (2021)
- Береги (2022)
- Инопланетяне (2022)
- С чего ты взял (2023)
- Отец (2024)
- Свет (2024)